# الدية (فلم)
الديّة هو فيلم مغربي من إخراج منصف النزهي سنة 2006، وبطولة كل من هدى صدقي، زهرة صديق، أحمد كرس، جمال العبابسي، وغيرهم.

## القصة
يحكي الفيلم قصة أرملة توفي زوجها في حادثة سير، تجد ذاتها للمرة الأولى في مواجهة متطلبات الحياة، بعد غياب معيل الأسرة الوحيد. وللحصول على دية زوجها المتوفى ستلجأ إلى إحدى جاراتها لمساعدتها في استخلاص المبلغ المستحق، إلا أن الجارة واسمها «للا مولاتي» تستغل طيبة وسذاجة الأرملة لمحاولة الاستحواذ على مبلغ الدية من خلال حبك مجموعة من المؤامرات ضدها، وتلفيق التهم لأحد أبنائها بالاتفاق مع أحد الأشخاص من ذوي السوابق.